# Kameron Hurley

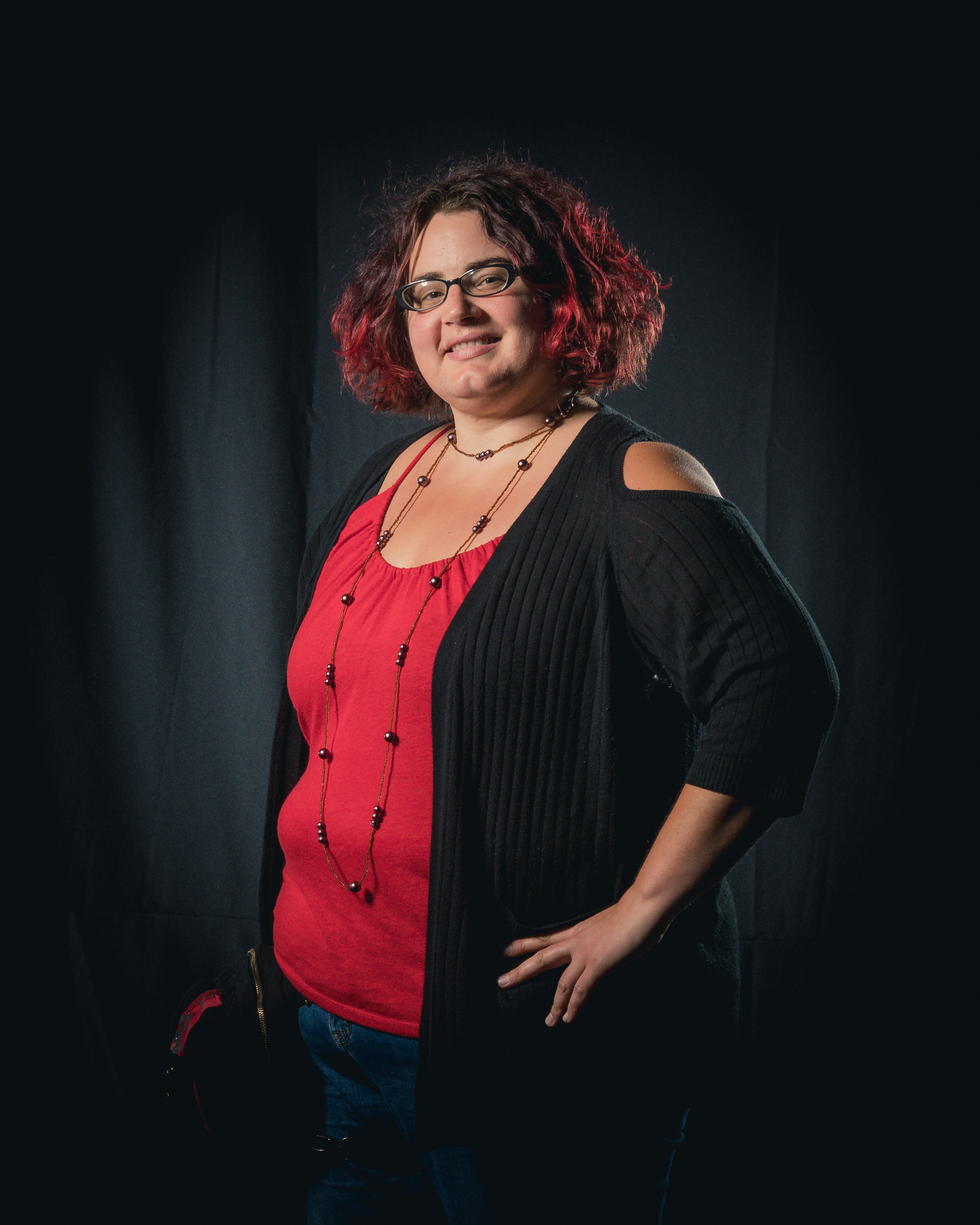
Kameron Hurley (2017)

Kameron M. Hurley (geboren am 12. Januar 1980 in Battle Ground, Washington) ist eine amerikanische Science-Fiction- und Fantasy-Autorin, bekannt vor allem durch ihren Romanzyklus Bel Dame Apocrypha.

## Leben
Hurley wuchs im Bundesstaat Washington auf. Sie besuche das College an der University of Alaska in Fairbanks, wo sie mit einem Bachelor in  Geschichte abschloss, und studierte an der Universität von KwaZulu-Natal in Durban, Südafrika, wo sie sich insbesondere mit der Geschichte des Widerstands gegen die Apartheid befasste und einen Master erwarb.
Nach der Rückkehr in die Vereinigten Staaten lebte sie vier Jahre in Chicago, bevor sie sich in Dayton, Ohio niederließ. Neben ihrer schriftstellerischen Arbeit ist sie Texterin für eine Softwarefirma. 2000 war sie Teilnehmerin des Clarion West Writers’ Workshop.
2011 erschien Hurleys Romanerstling God’s War. Die Protagonistin Nyx ist eine Auftragsmörderin, die auf dem einst von Muslimen kolonisierten Planeten Umayma lebt, auf dem seit ewigen Zeiten ein gnadenloser Krieg tobt, der die Oberfläche des Planeten radioaktiv verseucht hat. God’s War zusammen mit den Romanen Infidel (2011) und Rapture (2012) sowie den in Apocalypse Nyx (2018) gesammelten Erzählungen bildet den Zyklus der Bel Dame Apocrypha.
The Mirror Empire, erster Band der Worldbreaker-Science-Fiction-Fantasy-Trilogie, erschien 2014, gefolgt von Empire Ascendant (2015) und The Broken Heavens (2018).
Hurley liefert regelmäßig Beiträge für das SF-Magazin Locus und veröffentlicht Artikel und Essays in The Atlantic, Bitch Magazine, Huffington Post, The Village Voice, LA Weekly, Writer’s Digest und Entertainment Weekly. Ihr Essay We Have Always Fought: Challenging the Women, Cattle and Slaves Narrative wurde 2014 mit dem Hugo Award ausgezeichnet und ihre Essaysammlung The Geek Feminist Revolution erhielt 2017 den British Fantasy Award.

## Auszeichnungen
- 2012: The Kitschies (Golden Tentacle) und Sydney J. Bounds Award für den Debütroman God’s War
- 2014: Hugo Award als bester Fan-Autor und für den Essay We Have Always Fought: Challenging the Women, Cattle and Slaves Narrative
- 2017: British Fantasy Award und Locus Award für die Essaysammlung The Geek Feminist Revolution
- 2018: Premio Ignotus als bester ausländischer Roman für The Stars Are Legion

## Bibliografie
Bel Dame Apocrypha
Romane:
- 1 God’s War (2011)
- 2 Infidel (2011)
- 3 Rapture (2012)

Kurzgeschichten:
- Afterbirth (2011)
- The Body Project (2014)
- The Seams Between the Stars (2014)
- The Heart Is Eaten Last (2016)
- Soulbound (2016)
- Crossroads at Jannah (2017)
- Paint It Red (2017)

Sammlungen:
- The Kameron Hurley Omnibus (2013, Sammelausgabe von 1–3)
- Apocalypse Nyx (2018)

Worldbreaker-Saga
- 1 The Mirror Empire (2014)
- 2 Empire Ascendant (2015)
- 3 The Broken Heavens (2018)

Romane
- The Stars Are Legion (2017)
- The Light Brigade (2019)

Sammlung
- Brutal Women: The Short Stuff (2011, E-Book)

Kurzgeschichten
- If Women Do Fall They Lie (2001)
- Holding Onto Ghosts (2003)
- Once, There Were Wolves (2003)
- Genderbending at the Madhattered (2004)
- The Women of Our Occupation (2006)
- Wonder Maul Doll (2007)
- Enyo-Enyo (2013)
- It’s About Ethics in Revolution (2015)
- The Corpse Archives (2015)
- Elephants and Corpses (2015)
- The Plague Givers (2015)
- The Improbable War (2015)
- Empire Ascendent (excerpt) (2015)
- Body Politic (2015)
- The Light Brigade (2015)
- The War of Heroes (2016)
- The Judgment of Gods and Monsters (2016)
- The Red Secretary (2016)
- Our Faces, Radiant Sisters, Our Faces Full of Light! (2017)
- Warped Passages (2017)
- Tumbledown (2017)
- The Fisherman and the Pig (2017)
- Sister Solveig and Mr. Denial (2018)
- When We Fall (2018)
- Garda (2018)
- After the End of the World (2018)

Essays
- The Geek Feminist Revolution (2016)